# Passiflora trifasciata
Passiflora trifasciata là một loài thực vật có hoa trong họ Lạc tiên. Loài này được Lem. mô tả khoa học đầu tiên năm 1868.